# Antena (artrópodos)

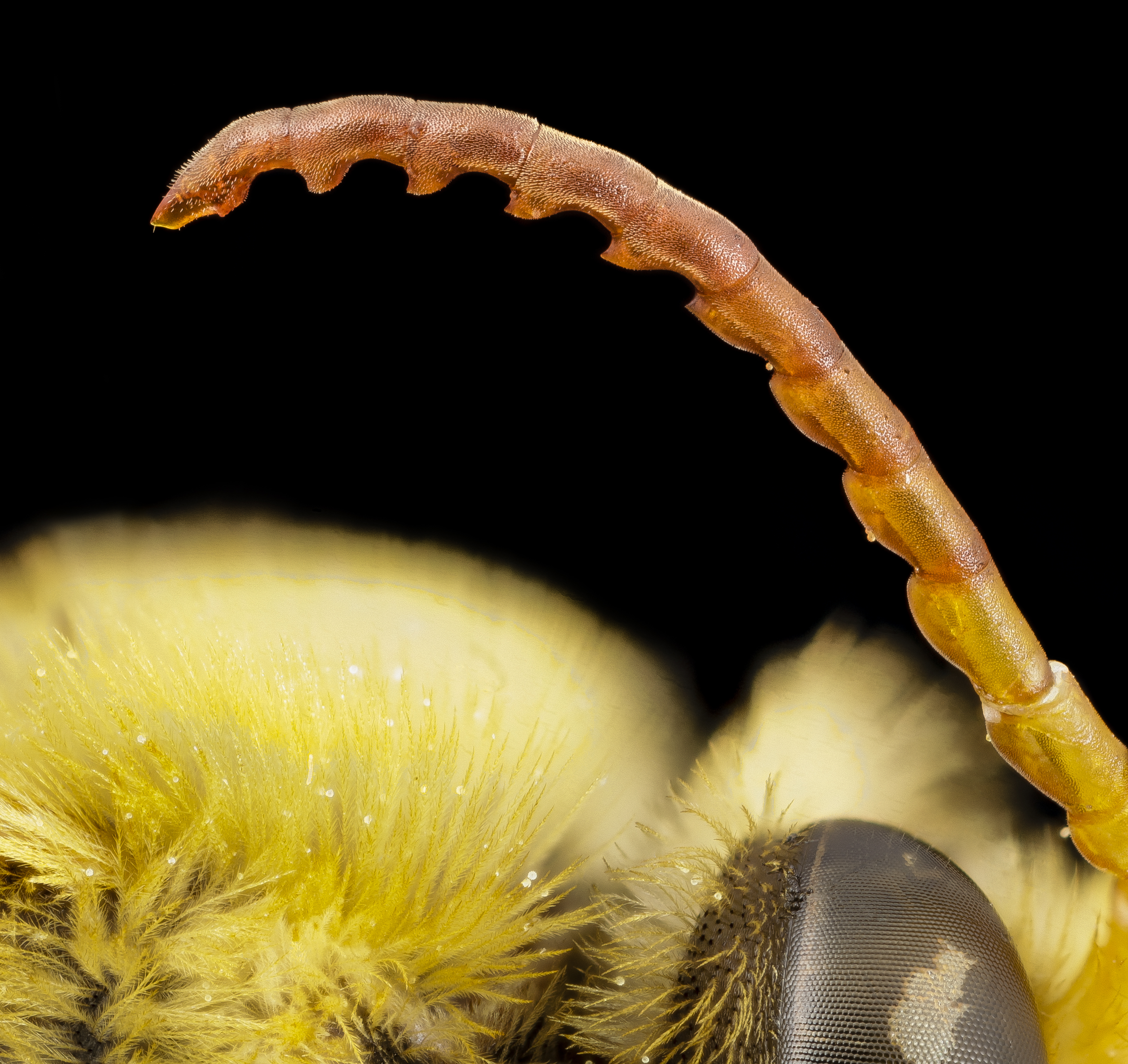
Antena de una abeja (Mydrosoma serratum)

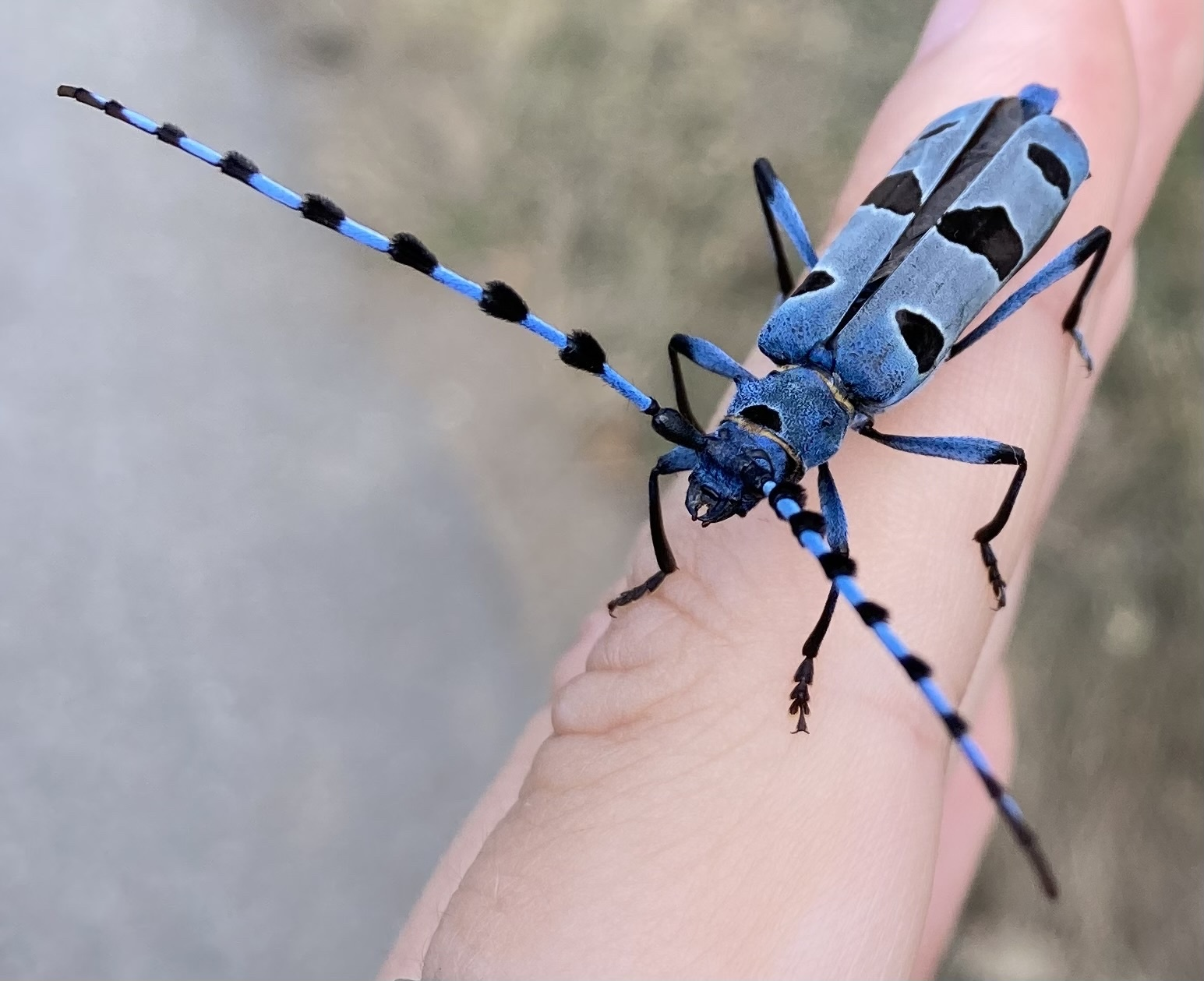
Antenas largas de un escarabajo longicornio (Rosalia alpina)

Las antenas son apéndices multisegmentados presentes en los metámeros anteriores de los artrópodos mandibulados.
En los crustáceos son birrámeas y están presentes en los dos primeros segmentos de la cabeza, llamándose al par más pequeño anténulas. Todos los demás grupos de artrópodos (con la excepción de los quelicerados y los proturos, que carecen de ellas) tienen un único par unirrámeo de antenas.
Las antenas están articuladas a la cabeza pudiendo rotar en su base articular monocondilar. Alojan multitud de sensilias táctiles, olfatorios, gustativos y termo- e higroreceptores, que permiten al animal percibir la presencia de objetos tocándolos, oír, percibir el movimiento del aire, percibir aromas y sabores, así como captar la temperatura y humedad del ambiente y los objetos tocados por ellas.

## Insectos

Términos usados para describir las formas de las antenas.

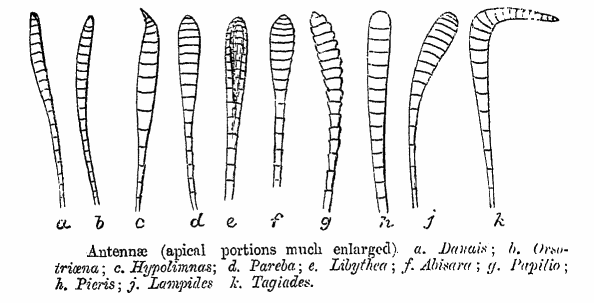
Forma de las antenas en los lepidópteros, por C. T. Bingham (1905).

Los insectos evolucionaron a partir de los crustáceos y retienen las antenas secundarias, pero no las primarias. Son pares, móviles y segmentadas. Se encuentran entre los ojos, en la región frontal. Embriológicamente, representan los apéndices del segundo segmento de la cabeza.
Todos los insectos tienen antenas, sin embargo en algunas especies están muy reducidas en las larvas. Otros hexápodos (relacionados con los insectos), Collembola y Diplura también tienen antenas, pero los Protura carecen de ellas.
Las antenas sirven de órganos olfatorios primarios en insectos (además de otras funciones). Por esto están equipados con sensilia de gran variedad. Los receptores olfatorios pueden ser extremadamente sensibles y capaces de diferenciar determinadas sustancias químicas aún al nivel de sus isómeros. De esta manera los insectos machos de ciertos órdenes como Lepidoptera, Coleoptera, etc. pueden percibir y orientarse hacia las feromonas sexuales liberadas por las hembras de su misma especie, facilitando los encuentros sexuales; también los receptores pueden percibir feromonas de alarma emitidas por otros miembros de su colonia  e iniciar una maniobra evasiva al peligro que pudiera representar la presencia de un insecto carnívoro depredador, como sucede en las colonias de pulgones o áfidos. Los receptores olfatorios están asociados a un grupo de neuronas sensoriales. Estas neuronas emiten nervios o paquetes de axones que, en el caso de las antenas, penetran el deutocerebro a través de los lóbulos antenales. La capacidad para distinguir olores está relacionada con la proteína trasportadora de los olores que mueve la substancia química (olor) desde su entrada al receptor hasta la superficie de la dendrita de alguna de las neuronas sensoriales. La sensibilidad de un receptor olfatorio a un químico causa la despolarización o cambio de polaridad eléctrica de la neurona sensorial, lo que puede ser observado gráficamente usando un electroantenógrafo.

### Estructura
La antena típica de un insecto presenta tres segmentos básicos:
- Basal o escapo. El artejo basal que se articula con la cápsula cefálica.
- Pedicelo o tallo. El segundo artejo que une el escapo al flagelo.
- Flagelo o clávola. El flagelo a menudo es el segmento más largo de la antena y también el más variado en formas. Está compuesto por una sucesión de segmentos, también llamados artejos antenales o flagelómeros. Técnicamente los flagelómeros no son verdaderos segmentos pues carecen de musculatura propia. En muchos escarabajos y en las avispas Chalcidoidea los flagelómeros apicales forman una clava o maza, y el término colectivo para los segmentos entre ésta y la base antenal es funículo; por razones tradicionales, en los escarabajos son los segmentos entre la clava y el escapo, pero en las avispas son los segmentos entre la clava y el pedicelo. En los grupos con antenas más uniformes (por ejemplo Diplopoda), todos los segmentos se denominan antenómeros. Algunos grupos tienen una cerda simple o apical con diversas formas o subapical llamada arista (que puede estar especialmente bien desarrollada en algunos dípteros).

### Funciones
Los receptores olfatorios en las antenas ligan moléculas flotantes o libres, como vapor de agua y olores, incluyendo feromonas. Las neuronas de estos receptores señalan este ligamento enviando un potencial de acción a lo largo de un axón hasta el lóbulo antenal del cerebro o corpora pedunculata del cerebro que identifican el olor. Se puede medir la suma de los potenciales eléctricos de las antenas en respuesta a un determinado olor por medio de un electroantenograma.
En la mariposa monarca las antenas son necesarias para determinar su orientación durante la  migración. En estas mariposas hay relojes antenales que proveen un mecanismo primario de medir el tiempo y de usar un compás solar.
En Spodoptera littoralis, las antenas desempeñan una importante función en las señales de cortejo. Específicamente, son usadas por los machos en respuesta al llamado de la hembra. Si bien las hembras no requieren antenas para aparearse, el apareamiento de una hembra sin antenas es anormal.
En la mariposa palomilla dorso de diamante (Plutella xylostella) las antenas sirven para recoger información acerca del olor y sabor de la planta hospedera. Cuando encuentran una planta con el sabor y olor adecuado, las hembras depositan los huevos en la planta. Las mariposas Papilio cresphontes también dependen de sus antenas para reconocer compuestos volátiles de sus plantas hospederas. Se sabe que las hembras son más sensibles a estos compuestos, posiblemente debido a que ellas son las que depositan los huevos en tales plantas.
En la mariposa esfíngida Manduca sexta, las antenas ayudan en la estabilización del vuelo. Esto es similar a la función de los halterios de los insectos dípteros, las antenas transmiten el efecto Coriolis a través del órgano de Johnston que se pone en uso para comportamiento compensatorio.

## Crustáceos

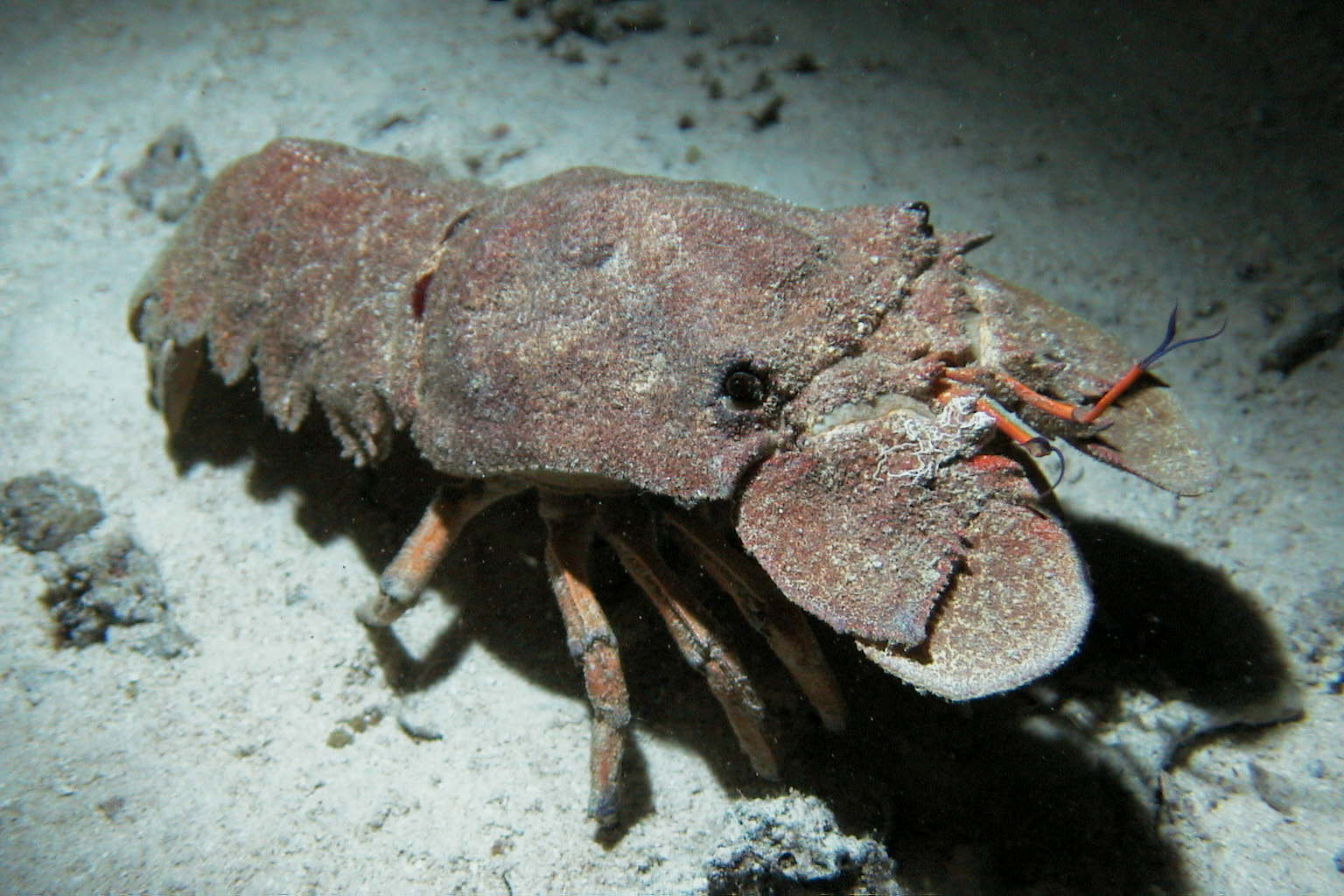
Crustáceo sin antenas.

Los crustáceos tienen dos pares de antenas. Las del primer par son unirrámeas y a menudo se les denomina anténulas, mientras el segundo par es birrámeo, lo que significa que cada antena está formada por dos partes, unidas en su base. En la mayoría de los adultos las antenas son órganos sensoriales, pero se usan por las larvas nauplio para nadar y alimentarse. En algunos grupos de crustáceos, como los Palinuridae y Scyllaridae, las segundas antenas son alargadas mientras en otros, como los cangrejos, las antenas son de tamaño reducido.